# Jakup Keraj
Jakup Keraj (ur. 15 września 1933 w Szkodrze, zm. 7 grudnia 1987) – albański malarz socrealistyczny, autor ponad 260 prac artystycznych.

## Życiorys
W latach 50. ukończył studia na leningradzkim Instytucie Malarstwa, Rzeźby i Architektury im. Ilii Riepina. Po powrocie do Albanii pracował w latach 1957–1987 jako nauczyciel w szkołach średnich w Szkodrze.
W latach 1964, 1976 i 1984 wystawiał swoje prace w Szkodrze i w Pałacu Kultury w Tiranie; następnie jego prace (już pośmiertnie) wystawiano w Narodowej Galerii Sztuki w Tiranie w latach 2002 i 2008.

## Wybrane prace[1]
- Autoportreti (1956)
- Çlirimi i grave nga turqit osmanë (1957)
- Kuvendi i Lezhës (1959)
- Portret vajze (1959)
- Portreti i piktorit Danish Jukniu (1959)

## Tytuły i odznaczenia[1]
- Order Naima Frashëriego III klasy (12 stycznia 1970)

- tytuł Zasłużonego Malarza (Piktor i Merituar, 15 września 1986)

- tytuł Wielkiego Mistrza (Mjeshtër i madh, 13 listopada 2002, pośmiertnie)

- honorowy obywatel Szkodry (2008, pośmiertnie)